# Dalibor z Kozojed

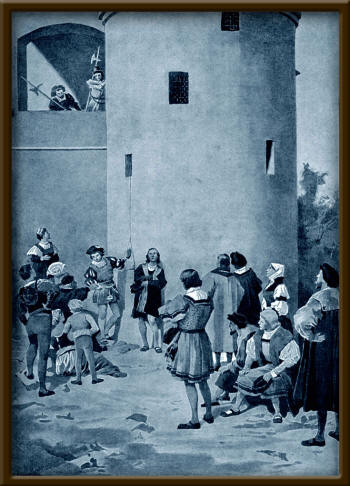
Dalibor z Kozojed ve věži – Věnceslav Černý.

Dalibor z Kozojed (? – 13. března 1498 Praha) byl český šlechtic a rytíř.

## Život
Dalibor z Kozojed byl mladý vladyka ze starobylého rodu pánů z Kozojed, jehož pradědeček (rovněž Dalibor) statečně bojoval po boku krále Jana Lucemburského v bitvě u Kresčaku. Daliborův otec Aleš působil jako purkrabí na vodním hradu v Budyni a na tvrzi ve Mšeném, které patřily Janu Zajícovi z Házmburku. Pan Aleš koupil statek v Mnetěši u Řípu, na kterém žil s manželkou a syny Daliborem a mladším Janem neboli Ješkem.
Jedno z nejvýznamnějších povstání poddaných proti robotním povinnostem v 15. století proběhlo roku 1496 na panství Adama Ploskovského z Drahonic na Litoměřicku. Poddaní si na něm vymohli propuštění z robotních povinností tak, že přemohli pánovu tvrz a přestože se sveřepě bránil, zranili ho a zajali, takže jim pro záchranu holého života slíbil na svou čest a víru, že je propustí z poddanství. Vzbouřenci se poté „dobrovolně uchýlili pod ochranu“ Dalibora z Kozojed, který byl v jistém smyslu sousedem Adama Ploskovského.

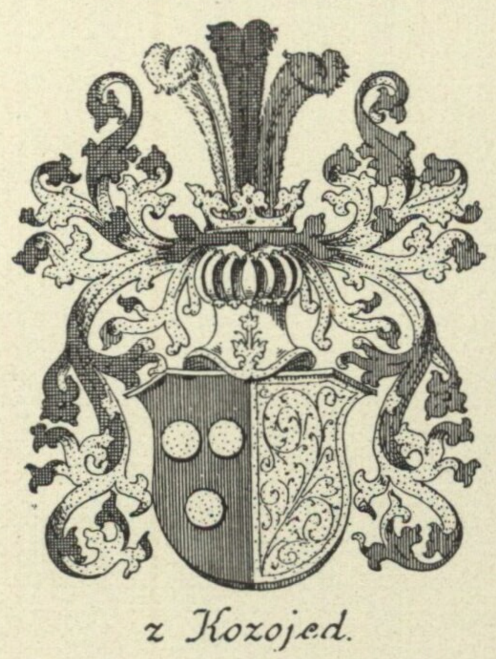
Erb pánů z Kozojed (reprodukce V. Krále z Dobré Vody, 1891)

V Deskách zemských v registrech soudu komorního jsou doklady o tom, že ještě před svým uvězněním na Pražském hradě byl dvakrát pohnán před soud, a to 14. října 1490, kdy jej žaloval jeho otec, že si z rodového majetku přivlastnil víc, než mu náleželo. Soud dal otci Alešovi za pravdu a Daliborovi nařídil, aby svému mladšímu bratrovi Janovi předal díl, který mu nepatřil (koně, krávy, svině, obilí a jiné svršky). To Dalibor nesplnil, takže jej na soud obeslal  dne 13. listopadu téhož roku bratr Jan a Dalibor soud prohrál.
Dalibor využil vzpouru poddaných k tomu, aby si přivlastnil majetek Adama Ploskovského. V létě roku 1497 potom zemský soud nalezl za právo, že ten, kdo přijme pod ochranu vzbouřené poddané, má být popraven, majetek a poddaní takto získaní mají být vráceni původnímu pánu. Tento nález se stal pro příště důležitým podkladem pro řešení deliktů vzpoury proti vrchnosti a dnes je známý jako Daliborův nález, protože kvůli němu byl Dalibor uvězněn v známé Daliborce a 13. března 1498 odsouzen k smrti a ke ztrátě šlechtického titulu a nejspíš téhož dne popraven na plácku mezi budovou purkrabství a Černou věží nebo na Opyši u dnešní vinice. Byl rytířského stavu, proto nebyl oběšen, ale kat mu srazil hlavu.

## Pověsti
Daliborův případ se stal v českých zemích velmi známý, a to nejen díky průlomovému nálezu mezi právníky, ale i mezi prostým lidem, zejména mezi kterými postupně vznikaly o Daliborovi dokonce pověsti, nejznámější je, že „nouze naučila Dalibora housti“ a její obměny. Známé zpracování podal Jan František Beckovský a poté velmi obdobně Alois Jirásek ve Starých pověstech českých, který Dalibora zachytil jako obránce chudých, prvního vězně v Daliborce, houslistu-samouka, který se živil pomocí košíku spouštěného z okna, kam mu přispívali dojatí měšťané za jeho hudební produkci. Na námět legend o Daliborovi vznikla opera Dalibor od Bedřicha Smetany.
Jiný výklad pověsti pochází od Josefa Svátka, který se domníval, že housle bylo ve své době označení pro skřipec a Dalibor byl pomocí něho vyslýchán. Tento výklad není pravděpodobný, protože ani kruté středověké právo by u bezúhonných osob, natož potom šlechticů v podobných případech jako byl Daliborův, nejspíše nepřistupovalo k užití útrpného práva (delikt byl jasný a nebylo třeba jeho přiznání).